# Kromlek
Kromlek – niemiecki zespół wykonujący muzykę na pograniczu folk i viking metalu, założony w 2004. Teksty dotyczą mitologii nordyckiej, natury, świata fantasy.

## Skład zespołu

### Obecni członkowie
- Alphavarg - śpiew
- Hrim - gitara solowa
- Hrísdólgr - instrumenty klawiszowe
- Galt - perkusja
- Aoife - skrzypce
- Forađ - gitara rytmiczna

### Byli członkowie
- Fiándi - gitara basowa

## Dyskografia
- Der Fall des Renegaten (2004, demo)
- Kveldridhur (2005)
- Strange Rumours... Distant Tremors (2007)
- Finis Terrae (2011)